# Thomas Edwin Scott
Sir Thomas Edwin Scott, KCB, CIE, DSO (* 6. März 1867; † 7. April 1937) war ein britischer Offizier und zuletzt Generalleutnant der Britisch-Indischen Armee.

## Leben
Thomas Edwin Scott, Sohn des Geistlichen Reverend J. R. Scott und dessen Ehefrau Helen Marshall Scott, absolvierte nach dem Schulbesuch eine Offiziersausbildung und trat nach deren Abschluss als Second Lieutenant in das Linieninfanterieregiment Princess Victoria’s (Royal Irish Fusiliers) ein. In den folgenden Jahren fand er zahlreiche Verwendungen als Offizier sowie Stabsoffizier. Für seine Verdienste wurde er 1897 zum Companion des Distinguished Service Order (DSO) sowie nach seiner Versetzung zur Britisch-Indischen Armee 1900 auch zum Companion des Order of the Indian Empire (CIE) ernannt. Als Lieutenant-Colonel war er vom 10. Mai 1912 bis zum 7. März 1914 Kommandant des 57th Wilde’s Rifles (Frontier Force), das 1903 aus dem 4th Punjab Infantry Regiment hervorgegangen war und 1922 in das 4. Bataillons des 13. Grenzschützenregiments (13th Frontier Force Rifles) umgewandelt wurde.
Im März 1914 wechselte Scott ins Hauptquartier der Britisch-Indischen Armee und war dort bis November 1919 Militärischer Sekretär (Military Secretary, HQ Indian Army) des Oberbefehlshabers in Indien, General Sir Beauchamp Duff beziehungsweise ab Oktober 1916 von dessen Nachfolger, General Sir Charles Monro. Während dieser Verwendung wurde er zum Major-General befördert und 1917 auch zum Companion des Order of the Bath (CB) ernannt. Im Anschluss wurde Generalmajor Scott im Dezember 1919 Kommandeur der 27. Bangalore-Brigade und hatte dieses Kommando bis April 1920 inne, woraufhin Generalmajor Walter Hore-Ruthven seine Nachfolge antrat. Danach wurde er im Juli 1920 Kommandeur der Aden-Brigade, eine im Rahmen der Reformen des damaligen Oberbefehlshabers in Indien, Field Marshal Herbert Kitchener, 1. Viscount Kitchener of Khartoum 1903 aufgestellten eigenständigen Brigade zum Schutz der damaligen britischen Siedlung Aden (Settlement Aden). Auf diesem Posten  blieb er bis Februar 1925. Zugleich übernahm er 1923 von Generalmajor Thomas Rennie Stevenson das Ehrenamt als Colonel of The Royal Irish Fusiliers (Princess Victoria’s) und bekleidete dieses bis zu seinem Tode 1937, woraufhin Brigadegeneral Adrian Beare Incledon-Webber seine Nachfolge antrat. Ferner wurde er im Zuge der sogenannten „New Year Honours“ am 1. Januar 1925 als Knight Commander des Order of the Bath (KCB) geadelt, so dass er fortan das Prädikat „Sir“ führte. Zuletzt wurde er noch zum Lieutenant-General befördert.
Thomas Edwin Scott war der Vater von Generalmajor Thomas Patrick David Scott (1905–1976), der unter anderem von 1956 bis 1959 Kommandeur der 42. Infanteriedivision (42nd (East Lancashire) Infantry Division) sowie zwischen 1971 und 1976 als Lord Lieutenant of Fermanagh war.